# Patostream
Patostream (patostreaming, pato od „patologia”, stream z ang. „strumień”) – transmisje na żywo udostępniane za pośrednictwem internetowych platform wideo, takich jak YouTube czy Twitch, podczas których prezentowane są zachowania uznawane za dewiacje społeczne, w tym libacje alkoholowe, przemoc domowa lub używanie wulgaryzmów. Kolejne czynności często są podejmowane w zamian za drobne wpłaty pieniężne dokonywane przez widzów.
Osoba publikująca patostreaming to patostreamer.

## Popularność
W Polsce zjawisko powstawania patostreamów znacznie się nasiliło w latach 2017–2018. Fundacja Dajemy Dzieciom Siłę opublikowała raport, z którego wynika, że 84% badanych nastolatków w wieku 13–15 lat słyszała termin patostreaming, natomiast 43% badanych regularnie ogląda demoralizujące transmisje. Inne badanie, przeprowadzone przez NASK – Państwowy Instytut Badawczy pod nazwą Rodzice nastolatków 3.0, ujawniło również, że tylko 12% rodziców wie o materiałach oglądanych przez swoje dzieci.

## Wpływ na odbiorców
Skutki oglądania patostreamów wśród widzów mogą w dłuższej perspektywie polegać na:
- przyswojeniu sobie przez obserwatora nieznanych dotąd zachowań
- osłabieniu hamulców powstrzymujących przed agresją
- przejęciu emocji i motywacji obserwowanego patostreamera[4].

## Zwalczanie
Wobec patostreamerów, u których dostrzeżono czyny zabronione, podejmowano działania zmierzające do ustalenia ich odpowiedzialności prawnej.
W październiku 2018 roku Rzecznik Praw Obywatelskich powołał Okrągły Stół do walki z patotreściami w Internecie.
W maju 2023 w Sejmie złożono projekt ustawy zmieniającej Kodeks karny, który zakazywał rozpowszechniania w Internecie materiałów przedstawiających popełnienie czynu zabronionego, jednakże nowelizacja nie została uchwalona do końca IX kadencji wobec czego dalej nie była procedowana.